# Secretaría de Hacienda (Argentina)
La Secretaría de Hacienda de Argentina es una secretaría del Ministerio de Economía del Poder Ejecutivo Nacional.

## Historia
El 23 de septiembre de 1966, por Ley 16 956 de Onganía, se creó la Secretaría de Estado de Hacienda, dependiente del Ministerio de Economía y Trabajo. Por Decreto 75 de Perón del 25 de octubre de 1973, se creó la Secretaría de Hacienda, en la órbita del Ministerio de Economía.
La Subsecretaría de Hacienda, dependiente del Ministerio de Economía, Hacienda y Finanzas, fue creada por Decreto 42/1981 del presidente (de facto) Viola del 29 de marzo de 1981 (publicado el 1 de abril del mismo año). Por Decreto 22/1981 de Galtieri (rubricado el 22 y publicado el 31 de diciembre de 1981), quedó compuesta por las subsecretarías de Presupuesto y de Política y Administración Tributaria. Posteriormente, el Decreto 15 del Pdte. Alfonsín (14 de diciembre de 1983) ratificó la esta organización.
Por Decreto 355/89 del 20 de julio de 1989, el Pdte. Menem modificó la estructura del Ministerio de Economía y la Secretaría de Hacienda desapareció. Posteriormente, por Decreto 479 del 14 de marzo de 1990, se creó la Subsecretaría de Hacienda, que absorbió sus funciones. En diciembre de 1991, la subsecretaría elevó a secretaría.

## Titulares
| Secretario                         | Partido | Partido               | Periodo                                           | Presidente                     |
| ---------------------------------- | ------- | --------------------- | ------------------------------------------------- | ------------------------------ |
| Norberto Antonio Bautista Bertaina |         |                       | 10 de diciembre de 1983 - 18 de junio de 1985     | Raúl Alfonsín                  |
| Mario Simón Brodersohn             |         |                       | 18 de junio de 1985 - 14 de abril de 1989         | Raúl Alfonsín                  |
| Oscar Lamberto                     |         | Partido Justicialista | 2 de enero de 2002 - 22 de abril de 2002          | Eduardo Duhalde                |
| Jorge Sarghini                     |         | Partido Justicialista | 3 de mayo de 2002 - 25 de mayo de 2003            | Eduardo Duhalde                |
| Carlos Alberto Mosse               |         |                       | 28 de mayo de 2003 - 10 de diciembre de 2007      | Néstor Kirchner                |
| Juan Carlos Pezoa                  |         | Partido Justicialista | 10 de diciembre de 2007 - 10 de diciembre de 2015 | Cristina Fernández de Kirchner |
| Gustavo Marconato                  |         |                       | 10 de diciembre de 2015 -                         | Mauricio Macri                 |
| Rodrigo Héctor Pena                |         |                       | - 10 de diciembre de 2019                         | Mauricio Macri                 |
| Raúl Enrique Rigo                  |         | Independiente         | 10 de diciembre de 2019 - 2 de julio de 2022      | Alberto Fernández              |
| Martín Di Bella                    |         | Partido Justicialista | 8 de julio de 2022 - 29 de julio de 2022          | Alberto Fernández              |
| Raúl Enrique Rigo                  |         | Independiente         | 4 de agosto de 2022 - 10 de diciembre de 2023     | Alberto Fernández              |
| Carlos Gubermam                    |         | Independiente         | 12 de diciembre de 2023                           | Javier Milei                   |

## Objetivos
Los objetivos de la Secretaría de Hacienda son: 
1. Dirigir y supervisar los sistemas de Presupuesto, Tesorería y Contabilidad, y ejercer con la Secretaría de Finanzas, las funciones de Órgano Responsable de la Coordinación de los Sistemas de Administración Financiera del Sector Público Nacional.
2. Coordinar la aplicación de las políticas y la administración presupuestaria y financiera del gasto público nacional.
3. Entender en la definición de las necesidades de financiamiento del Sector Público Nacional, las provincias o sus organismos o empresas, por las que se originen, o puedan eventualmente originarse obligaciones de pago.
4. Entender en la constitución y funcionamiento de los fondos fiduciarios que comprometan bienes y/o aportes que se realicen a través de las Entidades y/o Jurisdicciones de la Administración Nacional.
5. Proponer la política salarial del Sector Público Nacional.
6. Coordinar los aspectos contables entre el Gobierno Nacional, los Gobiernos Provinciales y el Gobierno de la Ciudad Autónoma de Buenos Aires.
7. Intervenir en los procesos de Reforma y Transformación del Estado, en el ámbito de su competencia.
8. Coordinar lo vinculado con el registro de los bienes físicos del Estado Nacional.
9. Conducir todo lo vinculado a los aspectos fiscales, económicos y financieros y sus impactos sociales, en la relación entre el Gobierno Nacional, los Gobiernos Provinciales y el Gobierno de la Ciudad Autónoma de Buenos Aires.
10. Coordinar la asistencia a las provincias en lo que es materia de su competencia.
11. Efectuar el seguimiento sistemático de la situación de la economía regional.
12. Entender en el diseño de un sistema impositivo aduanero y de los recursos de la seguridad social.
13. Entender en el diseño de regímenes de promoción económica con responsabilidad directa en los aspectos tributarios y en los fines extra fiscales que se persigan a través de los mismos.
14. Supervisar la negociación de acuerdos internacionales en materia impositiva y aduanera.
15. Intervenir en todo lo atinente a los organismos descentralizados del ámbito de su competencia.
16. Coordinar las relaciones entre la Casa de Moneda S.E. y el Poder Ejecutivo Nacional.

## Organigrama
- Subsecretaría de Ingresos Públicos
  - Dirección Nacional de Impuestos
  - Dirección Nacional de Incentivos Promocionales
  - Dirección Nacional de Investigaciones y Análisis Fiscal
- Subsecretaría de Presupuesto
  - Contaduría General de la Nación
    - Dirección de Análisis e Interpretación Financiera
    - Dirección de Auditoría de Sistemas
    - Dirección de Proceso Contable
    - Dirección de Normas y Sistemas

  - Dirección General Unidad Informática de Administración Financiera
  - Oficina Nacional de Presupuesto
  - Tesorería General de la Nación
  - Dirección Nacional de Relaciones con Provincias